# HAPPY END PARADE
『HAPPY END PARADE〜tribute to はっぴいえんど〜』（ハッピー･エンド･パレード･トリビュート･トゥ・はっぴいえんど）は、2002年5月22日にSPEEDSTAR RECORDSから発売されたはっぴいえんどのトリビュート・アルバム。規格品番:VICL-60881/2。2008年3月26日に、内容・規格品番・販売価格とも変更がないまま再発盤がリリースされた。

## 解説
1970年代に日本語ロックのパイオニアとなった、はっぴいえんどのトリビュート・アルバム。Hiroko & Mother Ship Jamと航空電子は、細野晴臣によるオーディションから選出された。

## 収録曲

### DISC1
1. はいからはくち / 小西康陽
1stシングル
2. 空いろのくれよん / 曽我部恵一
アルバム『風街ろまん』収録
3. 12月の雨の日 / スピッツ
1stシングル
4. 抱きしめたい / Jim O'Rourke featuring ORIGINAL LOVE
アルバム『風街ろまん』収録
5. あやか市の動物園 / くるり
アルバム『はっぴいえんど』収録
6. 風来坊 / デイジー
アルバム『HAPPY END』収録
7. 無風状態 / BLACK EYE'S RIVER (浜崎貴司＋高野寛＋TOKIE)
3rdシングル
8. いらいら / 空気公団
アルバム『はっぴいえんど』収録
9. 暗闇坂むささび変化 / つじあやの
アルバム『風街ろまん』収録
10. 氷雨月のスケッチ / Hiroko & Mother Ship Jam
アルバム『HAPPY END』収録

### DISC2
1. 春らんまん / 永積タカシ from SUPER BUTTER DOG
アルバム『風街ろまん』収録
2. 風をあつめて / MY LITTLE LOVER
4thシングル「あしたてんきになあれ」収録
3. 花いちもんめ / 青山陽一 featuring 鈴木茂
2ndシングル
4. 相合傘 / Kumiko Yamashita & SOUL LOVERS meets 佐藤博
アルバム『HAPPY END』収録
5. はいからはくち / Leyona
アルバム『風街ろまん』収録
6. 夏なんです / キリンジ
2ndシングル
7. 氷雨月のスケッチ / Sons Of（片寄明人 from GREAT3 + John McEntire from TORTOISE）
アルバム『HAPPY END』収録
8. しんしんしん / キセル meets Harry（細野晴臣） 
アルバム『はっぴいえんど』収録
9. さよならアメリカ さよならニッポン / World Standard（鈴木惣一朗）meets Kana Aina（青柳拓次）
3rdシングル
10. 春よこい / 航空電子
アルバム『はっぴいえんど』収録